# Henryk Bałuszyński
Henryk Edward Baluszynski est un footballeur international polonais né le 15 juillet 1972 à Knurów et mort le 1er mars 2012 d'un arrêt cardiaque.

## Carrière
- 1987-1988 : Gwiazda Chudów  Pologne
- 1988-1989 : Górnik Zabrze  Pologne
- 1989-1990 : Górnik Knurów  Pologne
- 1990-1995 : Górnik Zabrze  Pologne
- 1994-1998 : VfL Bochum  Allemagne
- 1998-1999 : Arminia Bielefeld  Allemagne
- 1999-2001 : VfL Bochum  Allemagne
- 2001-2002 : Ahlen  Allemagne
- 2001-2002 : SV Babelsberg  Allemagne
- 2002-2003 : EN Paralimni  Chypre
- 2003-2004 : Piast Gliwice  Pologne
- 2003-2004 : Koszarawa Żywiec  Pologne
- 2004-2006 : Gwarek Ornontowice  Pologne

## Palmarès
- 15 sélections et 4 buts avec l'équipe de Pologne entre 1994 et 1997.